# IC 10
IC 10 est une galaxie naine irrégulière du Groupe local située à environ 2,15 millions d'années-lumière (660 kpc) de la Voie lactée dans la constellation de Cassiopée. Elle a été découverte par l'astronome Lewis Swift en 1889, mais sa nature galactique ne fut proposée qu'en 1935 par Nicholas Mayall. Edwin Hubble suspecta son appartenance au Groupe local, appartenance qui sembla se confirmer en 1966 par la mesure de sa vitesse radiale indiquant que cette galaxie se rapproche de la nôtre à environ 350 km/s. L'appartenance d'IC 10 au Groupe local a été définitivement confirmée en 1996 par la mesure de son éloignement grâce à la relation période-luminosité de céphéides identifiées en son sein. Bien qu'elle ne soit pas très distante de nous, IC 10 est assez difficile à étudier du fait de sa position proche du plan du disque galactique de la Voie lactée, dont le milieu interstellaire absorbe une partie de son rayonnement.
IC 10 semble être aussi distante de la galaxie d'Andromède que ne l'est la galaxie du Triangle, ce qui suggère son appartenance au sous-groupe de M31.
IC 10 est la seule galaxie à sursaut de formation d'étoiles connue au sein du Groupe local. Avec 5,1 étoiles/kpc2, elle possède bien plus d'étoiles Wolf-Rayet par kiloparsec carré que le Grand Nuage de Magellan (2,0 étoiles/kpc2) et le Petit Nuage de Magellan  (0,9 étoile/kpc2). Bien que sa luminosité soit du même ordre que celle du Petit Nuage de Magellan, elle est bien plus petite. Sa métallicité sensiblement plus élevée que celle du Petit Nuage de Magellan indique que son activité de formation stellaire s'y est poursuivie sur une plus longue période de temps, permettant à de nombreuses générations d'étoiles de s'y succéder. La formation stellaire au sein de cette galaxie produit actuellement l'équivalent de 0,04  à   0,08 M☉ par an, ce qui signifie qu'à ce rythme le gaz interstellaire sera épuisé dans seulement quelques milliards d'années.
Une immense enveloppe d'hydrogène entoure cette galaxie, avec une extension angulaire d'environ 68′ × 80′, soit une dizaine de fois l'extension d'IC 10 en lumière visible. Une particularité de cette enveloppe est qu'elle semble animée d'un mouvement de rotation d'ensemble différent de celui de la galaxie elle-même.
La source de rayons X IC 10 X-1 se trouve au sein de cette galaxie ; il s'agit d'une binaire X à forte masse dont l'étoile ordinaire est une étoile Wolf-Rayet et l'objet compact est un trou noir stellaire parmi les plus massifs connus (plusieurs dizaines de masses solaires).